# Новосибірський зоопарк
Новосибірський зоопарк імені Ростислава Олександровича Шила — один з найбільших зоопарків Росії. Займає площу території 65 га, у ньому міститься близько 12 000 особин 790 видів. Більше 350 видів занесено до Міжнародної червоної книги. Близько 180 видів включено до Червоної книги Росії та регіональних червоних книг. На 110 видів ведуться міжнародні племінні книги.

## Історія створення та розвитку зоопарку
Приблизно з середини 1933 року на базі невеликої агробіостанції Новосибірська (Наримська, 2) була створена Західно-Сибірська крайова дитяча технічна і сільськогосподарська станція (КДТСГС). Окрім кабінетів із рослинництва, бджільництва, хімії, зоології та агроботаніки, до її складу входив і зоосад. Його науковим керівником став зоолог і письменник М. Д. Звєрєв.
На початку 1935 року зоосад складався лише з одного живого куточка при невеликому кабінеті зоології дитячої станції. До 1937 року, авдяки зусиллям працівників зоосаду та учнів, для зоосаду було пристосовано колишній сад «Альгамбра», збільшено кількість тварин і птахів, розпочато науково-дослідні роботи. У зоосаді працювала також зоолабораторія.
Станом на 1937 рік у зоосаді утримувалося 50 видів птахів та 35 видів тварин. Дослідницькі роботи старшокласників та наукових співробітників зоосаду публікувалися у першому томі «Праці Новосибірського зоосаду» у 1937 році.
Під час Другої світової війни, у 1942 році, для евакуйованих з цирків та пересувних зоопарків тварин у місті була створена зообаза Держциркоб'єднання. Попри обмежені умови утримання та огляду, цей імпровізований звіринець швидко здобув популярність.
Після війни містяни не захотіли розлучатися з тваринами, і зообаза була передана місту. З ініціативи М. Д. Звєрєва на основі КДТСГС та зообази 29 серпня 1947 року був створений перший у Сибіру зоопарк, який довгий час залишався єдиним у регіоні. Його колекція налічувала 34 види ссавців і 20 видів птахів. Умови утримання були незадовільними, але відвідуваність зоопарку залишалася високою.
У 1949 було ухвалено рішення щодо будівництва нового зоопарку, але роботи розпочалися лише через багато років.
У 1950 році на пустирі біля гаражу збудували дерев'яні вольєри та цементований басейн для водоплавних птахів. У 1953 році колекція налічувала 230 тварин 72 видів, а в 1956 році зоопарк вже демонстрував 82 види.
У грудні 1957 року сталася пожежа, яка сталася після цього. Усі дерев'яні двері були замінені на металеві вольєри.
Наприкінці 1980-х років розпочалося будівництво нового зоопарку у Заєльцовському районі. У 1993 році зоопарк відкрив свої двері для відвідувачів, а в 2005 році туди переїхали всі тварини та адміністрація.
У 2004 році в зоопарку народилися унікальні дитинчата — результат схрещування тигриці та лева. Таких гібридів називають лігри.
У 2016 році зоопарку присвоєно ім'я Ростислава Шила, відкрито павільйон для пінгвінів і центр океанографії «Дельфінія».
У листопаді 2021 року в зоопарку народилося перше в історії Росії дитинча медоїда.